# Crybaby's Girl
「Crybaby's Girl」（クライベイビーズ・ガール）は、2014年11月19日に発売されたKeishi Tanakaの2枚目のシングルである。

## 概要
- ハンカチ付きCDシングルとして発売された[1]。
- ジャケットやグッズのデザインはグラフィックデザイナーの小辻雅史が手掛けた[1]。
- ミュージックビデオの監督はスピッツやエレファントカシマシなどの映像を手掛ける北山大介が務めた[2]。
- OTOTOY独占でハイレゾリューションオーディオ音源が配信された[3]。

## 収録曲
1. Crybaby's Girl (4:43)
  - 作詞・作曲: Keishi Tanaka
2. Twin Songs (3:59)
  - 作詞・作曲: Keishi Tanaka, TGMX

## リリース一覧
| 発売日         | 形態         | 品番    | レーベル     | 脚注  |
| -------------- | ------------ | ------- | ------------ | ----- |
| 2014年11月12日 | ハイレゾ     |         | Niw! Records | [ 4 ] |
| 2014年11月19日 | CD＋ハンカチ | NIW-102 | Niw! Records | [ 5 ] |
| 2014年11月19日 | 音楽配信     |         | Niw! Records | [ 6 ] |